# Fabio Maresca
Fabio Maresca (Napels, 12 april 1981) is een Italiaans voetbalscheidsrechter. Hij werd vanaf 2020 opgenomen door FIFA en UEFA en fluit sindsdien internationale wedstrijden.
Op 17 september 2020 maakte Maresca zijn debuut in Europees verband tijdens een wedstrijd tussen OFI Kreta en Apollon Limasol in de voorrondes van de UEFA Europa League. De wedstrijd eindigde op 0–1.
Zijn eerste interland floot hij op 6 september 2020 toen Ierland met 0–1 verloor tegen Finland.

## Interlands
| Datum            | Plaats          | Wedstrijd         | Uitslag | Competitie             | Kreeg geel | Kreeg voor de tweede keer geel en dus rood | Weggestuurd |
| ---------------- | --------------- | ----------------- | ------- | ---------------------- | ---------- | ------------------------------------------ | ----------- |
| 6 september 2020 | Dublin, Ierland | Ierland – Finland | 0 – 1   | Nations League 2020/21 | 3          | 0                                          | 0           |

Laatste aanpassing op 15 oktober 2020